# Melicucco
Melicucco é uma comuna italiana da região da Calábria, província de Reggio Calabria, com cerca de 4.993 habitantes. Estende-se por uma área de 6 km², tendo uma densidade populacional de 832 hab/km². Faz fronteira com Anoia, Cittanova, Feroleto della Chiesa, Polistena, Rosarno.

## Demografia
| Variação demográfica do município entre 1861 e 2011                               |
|                                                                                   |
| Fonte: Istituto Nazionale di Statistica (ISTAT) - Elaboração gráfica da Wikipedia |